# Ильина улица
Ильина́ улица — улица в историческом центре Великого Новгорода. Находится на Торговой стороне, пролегает от Пешеходного моста до Земляного вала (улица Панкратова). Длина — 1 км 220 м.

## История
На протяжении своей истории Ильина улица имела несколько названий: на плане Новгорода 1778 года она указана как Большая Ильинская. В это время улица была несколько короче и доходила лишь до церкви Спаса Преображения. Оставшаяся до вала часть носила название Большая Знаменская. С конца XIX века и до 1945 года называлась Знаменской. После Великой Отечественной войны была переименована в «улицу 1 Мая». 12 Сентября 1991 года ей было возвращено историческое название.
Ильина улица всегда была важной городской магистралью, так как проходила от окраины Славенского конца к самому центру города с выходом к Торгу на Ярославовом Дворище и далее к Великому мосту через Волхов. Однако её прежнее местоположение не совсем совпадает с современным. Выход к Торгу был несколько севернее, за церковью Успения на Торгу. В то время на этом месте, не доходя до Волхова, она и заканчивалась.
Во время Великой Отечественной войны множество сооружений на Ильине улице, как и по всему Новгороду, пострадали, однако уничтожены не были. Практически все здания улицы сохранили стены, а некоторые даже перекрытия и кровли. Часть улицы, проходящая по территории современного Ярославова Дворища, до войны была полностью застроена и разрушению подверглась уже в послевоенное время. В настоящее время на ней сохранилось лишь одна гражданская постройка.
В 2021-2022 годах была проведена полная реконструкция улицы. Реконструкцию Ильиной улицы провели в рамках программ «Обеспечение экономического развития Новгородской области» и «Развитие туризма и туристской деятельности на территории Великого Новгорода».  Работы продлились больше года, и закончились в июле 2022 года.

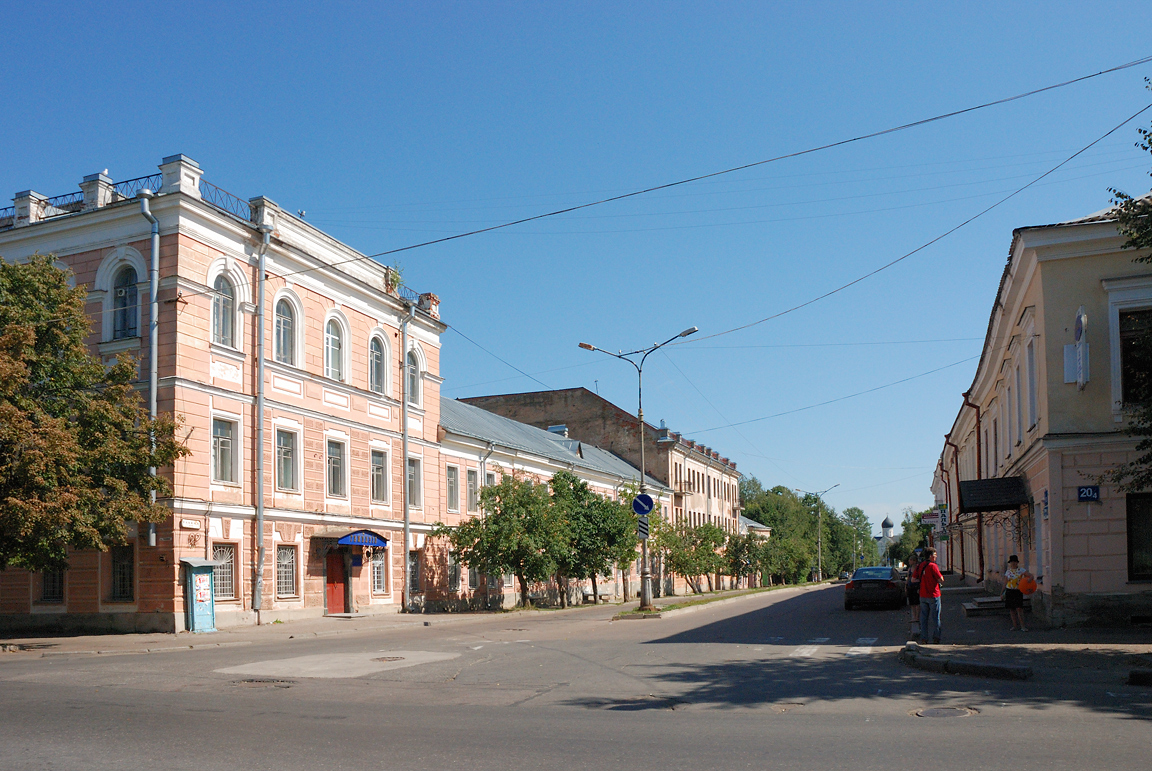
Ильина улица до Реконструкции. 1 сентября 2007 года.

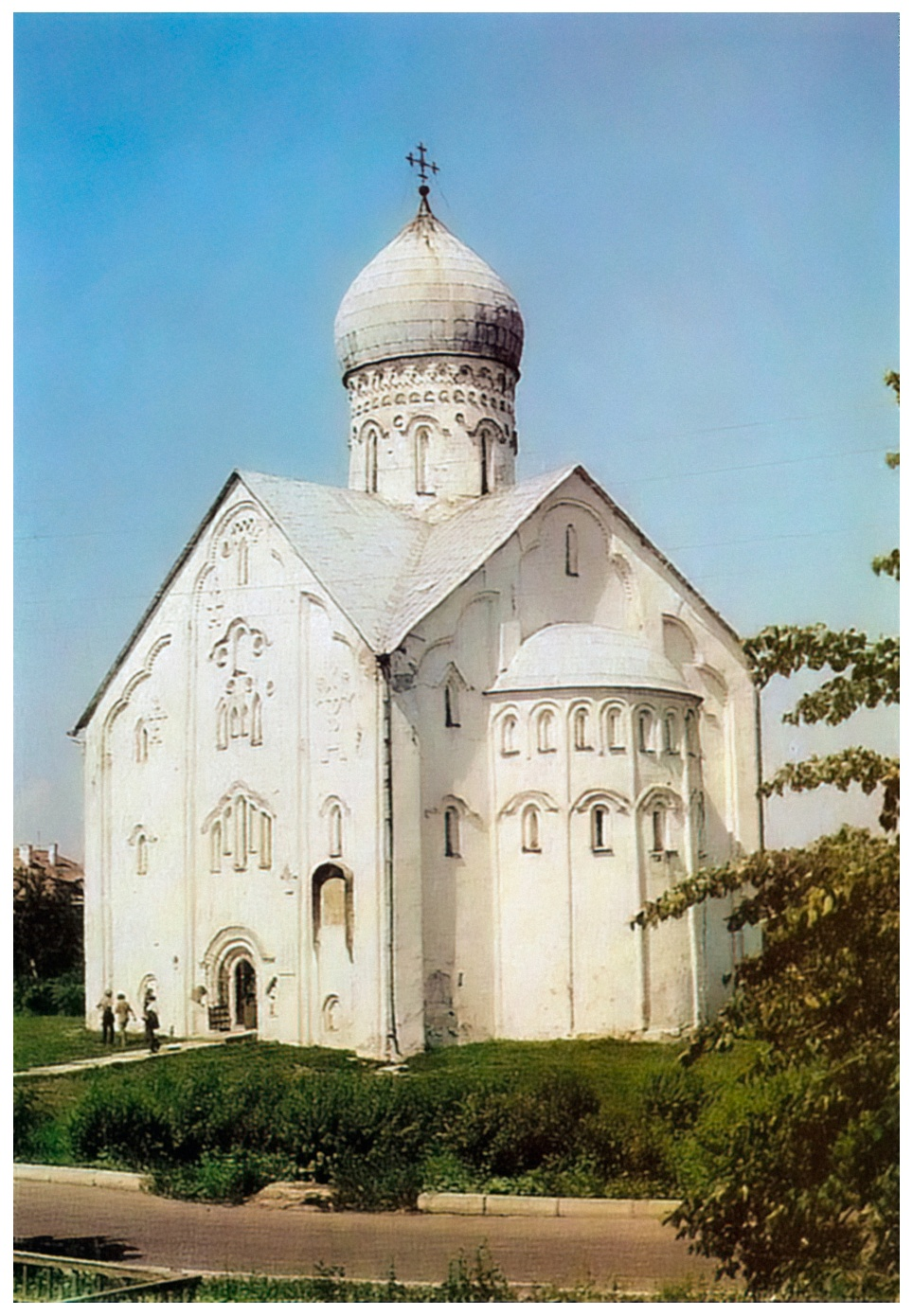
Церковь Спаса Преображения на Ильине улице. Фото 1969 года

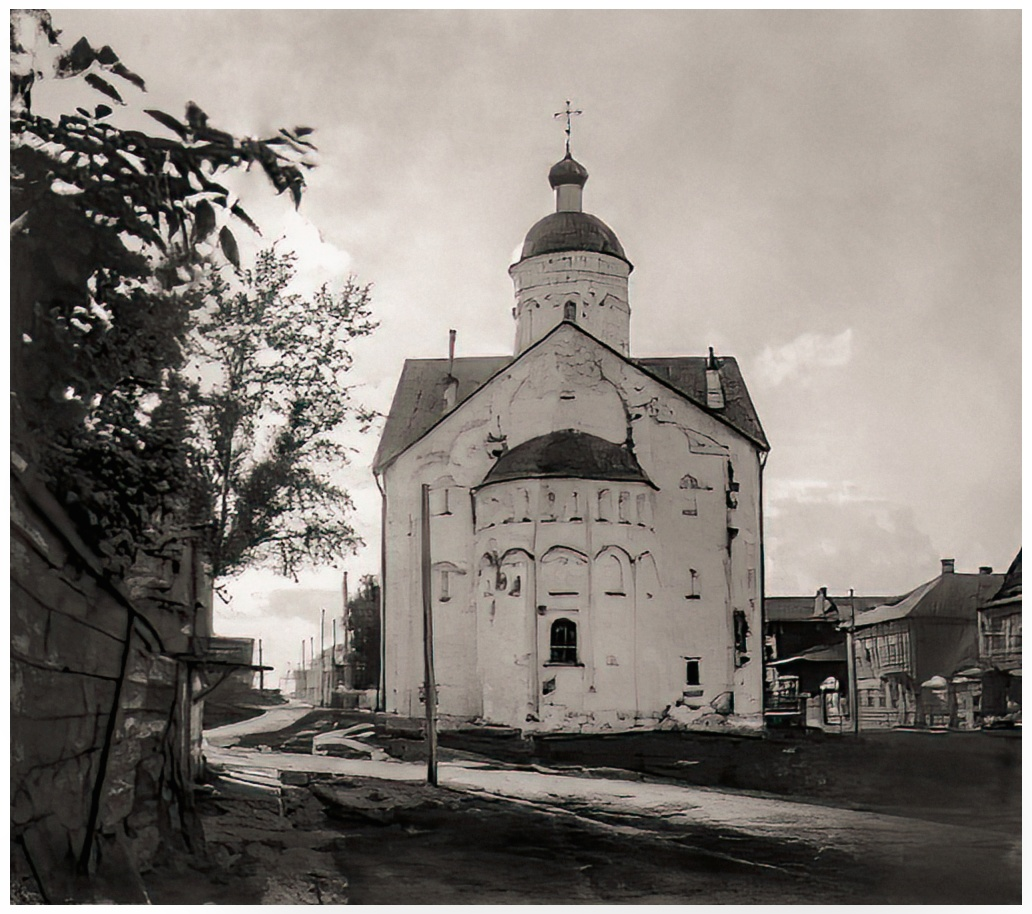
Церковь Спаса Преображения на Ильине улице. Новгород. Общий вид с востока. 1926 год.

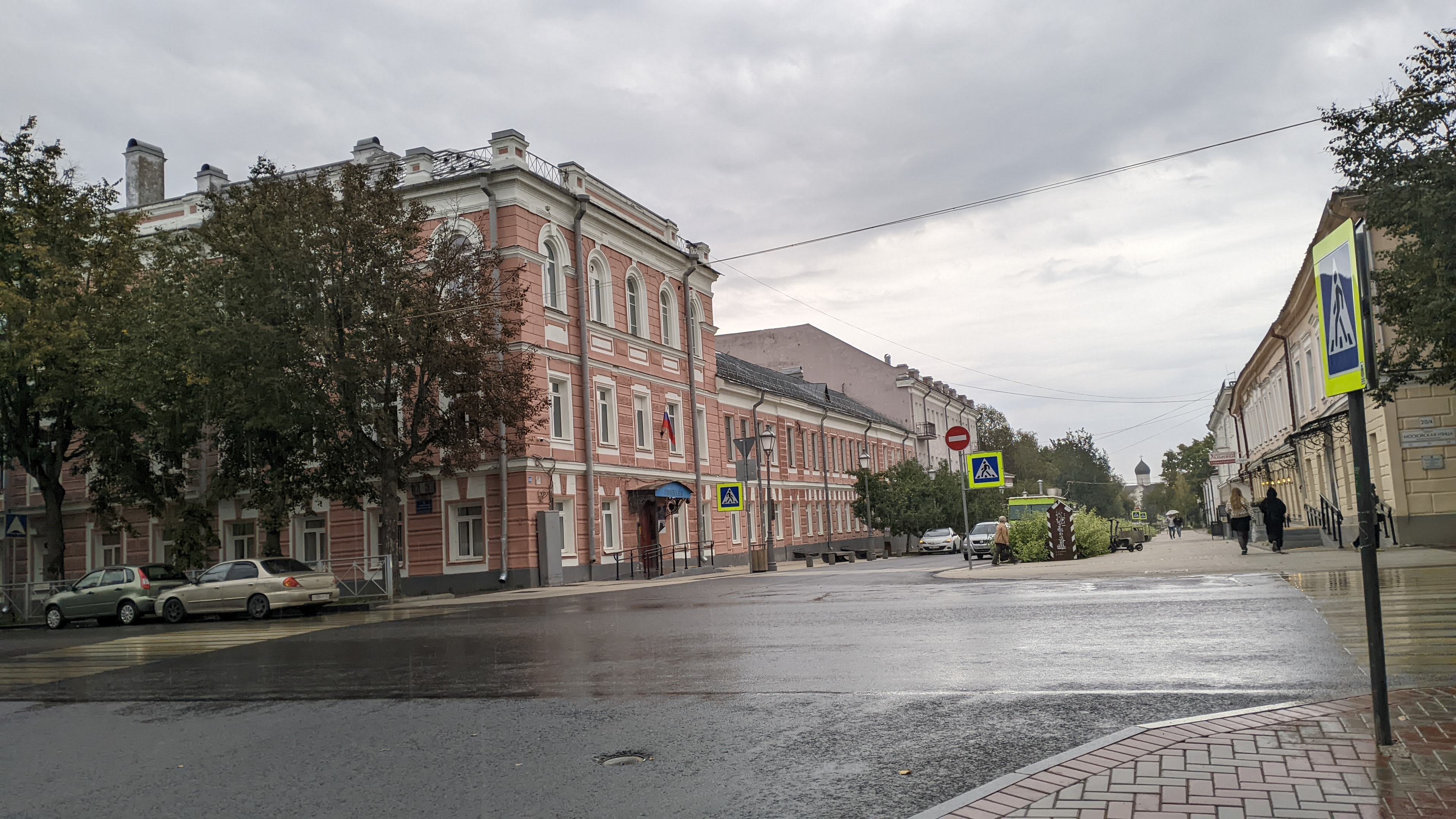
Дождь на Ильине Улице. 14 сентября 2023 года.

## Достопримечательности
На Ильине улице расположены:
- Церковь Спаса Преображения
- Знаменский собор (1682—1688)
- Церковь Георгия на Торгу (первоначальная деревянная постройка 1356 года)
- Путевой дворец Екатерины II (1771)

## Археология
В 1962—1967 годах Новгородская археологическая экспедиция под руководством А. В. Арциховского и В. Л. Янина провела археологические изыскания на Ильине улице. Раскоп, получивший название Ильинский, был устроен в 120 м западней церкви Спаса (в настоящее время — территория детского сада «Ягодка»). Площадь раскопа составила 1430 м².
В ходе исследования были обнаружены остатки каменного терема XV века, изучены семь усадеб с хозяйственными и жилыми постройками. Среди множества находок было также найдено 20 берестяных грамот.